# Tomáš Černý
Tomáš Černý (* 10. April 1985 in Ústí nad Labem) ist ein ehemaliger tschechischer Fußballspieler auf der Torhüterposition.

## Vereinskarriere
Černý spielte in seiner Jugend für Jiskra Králiky und TJ Lanškroun. Im Sommer 2001 wechselte der Torwart zu Sigma Olomouc, ein Jahr später schaffte er den Sprung in der Profikader. In der Folge blieb Černý jedoch mit einer einzigen Ausnahme nur Ersatz. Am 12. März 2005 debütierte er im Auswärtsspiel bei Marila Příbram in der Gambrinus Liga. Es blieb sein vorerst letzter Einsatz in der höchsten tschechischen Spielklasse.
Im Sommer 2007 wechselte Černý auf Leihbasis zum schottischen Zweitligisten Hamilton Academical, mit dem ihm der Aufstieg in die Scottish Premier League gelang. In der Saison 2008/09 war Černý Stammtorhüter der Accies. Im Jahr 2009 unterschrieb Černý bei Hamilton einen Vertrag über zwei Spielzeiten.

## Nationalmannschaft
Černý kam bisher in der tschechischen U-17, U-18, U-19 und U-21-Auswahl zum Einsatz.